# Diables noirs de Brazzaville
Maillots
Actualités
Les Diables noirs sont un club congolais de football basé à Brazzaville.
Sous le nom de l'Association Sportive de la Mission, le club naît en 1950 et prendra le nom de Diables noirs, sous la houlette du français Aimé Brun.

## Palmarès
- Championnat du Congo (7)
  - Champion : 1961, 1976, 1991, 2004, 2007, 2009, 2011
  - Vice-champion : 2012, 2013

- Coupe du Congo (10)
  - Vainqueur : 1989, 1990, 2003, 2005, 2012, 2014, 2015, 2018, 2022, 2023
  - Finaliste : 1982, 1984, 1991, 1992, 2011, 2013

- Coupe d'Afrique-Équatoriale française (1)
  - Vainqueur : 1959

## Joueurs passés par le club
(janvier 2019).
●🇨🇬 Jean Richard BINIAKOUNOU
- Jonas Bahamboula
- Pépin Bakekolo
- Christel Kimbembe
- Maxime Matsima
- Delvin Ndinga
- Germain Ndzabana
- Brice Samba
- Macchambes Younga-Mouhani

## anciens entraîneurs
- 2010-2011 :   Guillaume Ilunga
- 2012 :  Guillaume Ilunga
- 2013 :  Raoul Shungu
- 2013-2014 :  Guillaume Ilunga
- Fanfan Epoma[3]